# スイス国鉄Re450形電気機関車

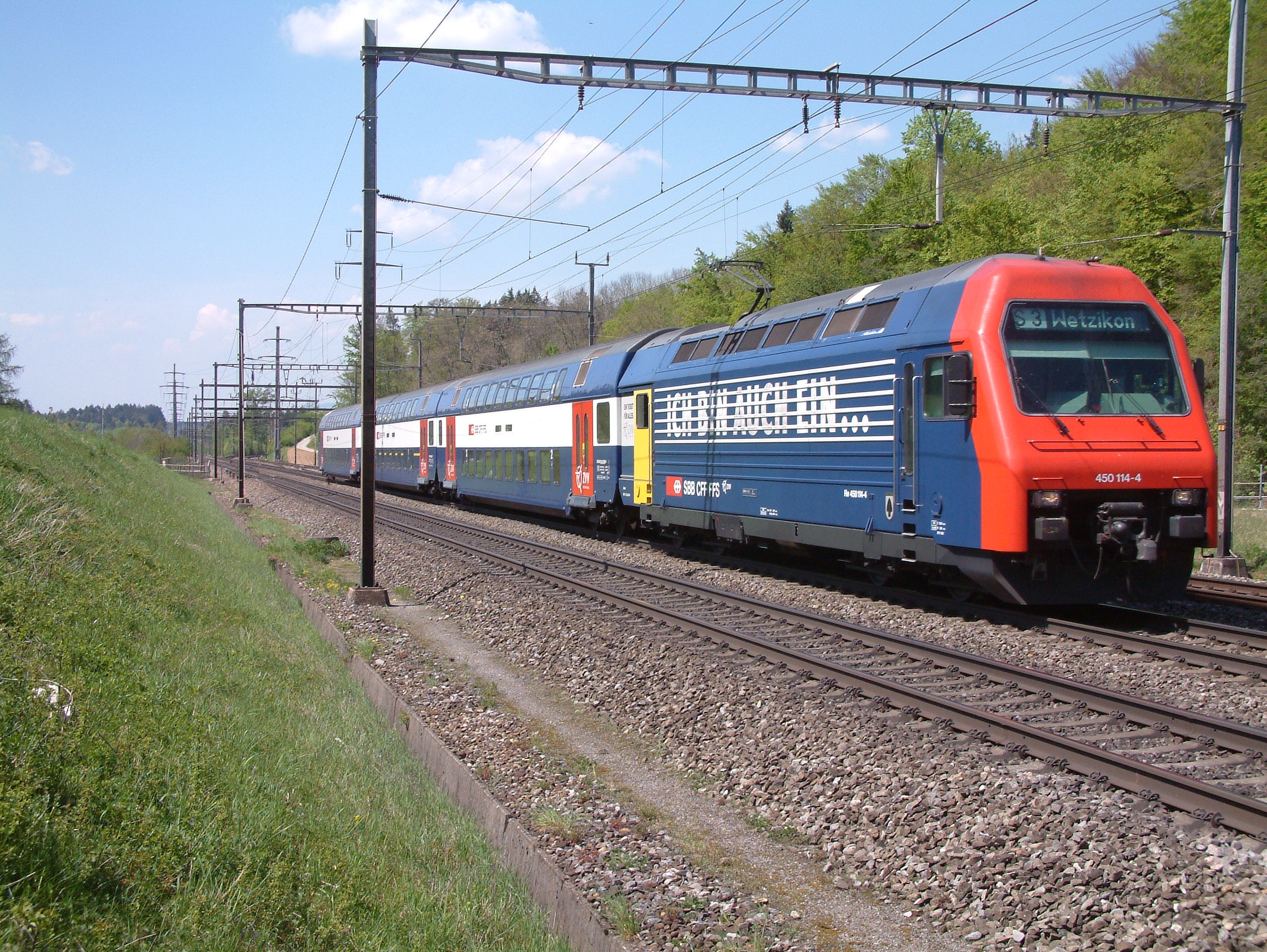
Re450 114号機と専用客車によるSバーンのS3系統の列車

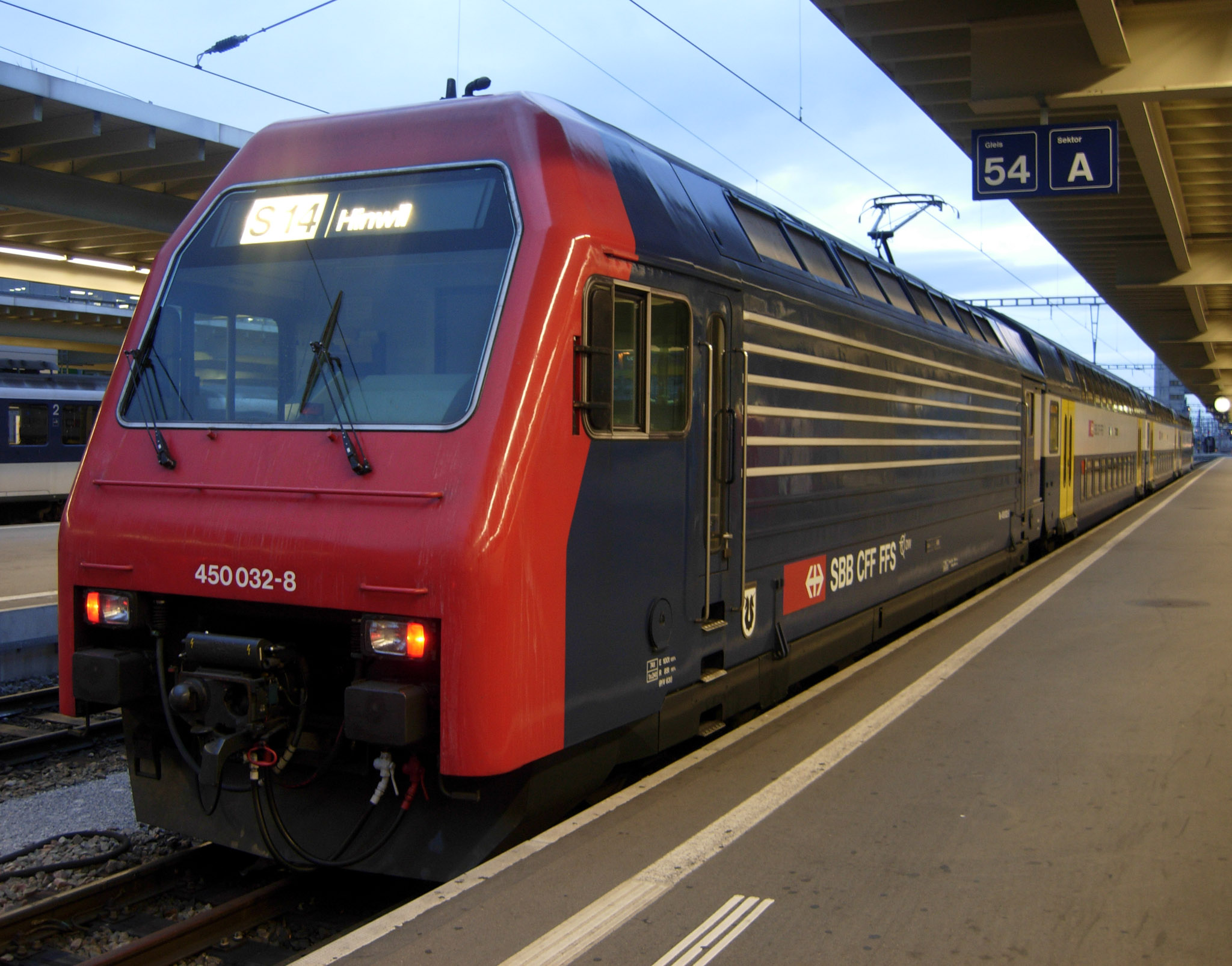
チューリッヒ中央駅のRe450形

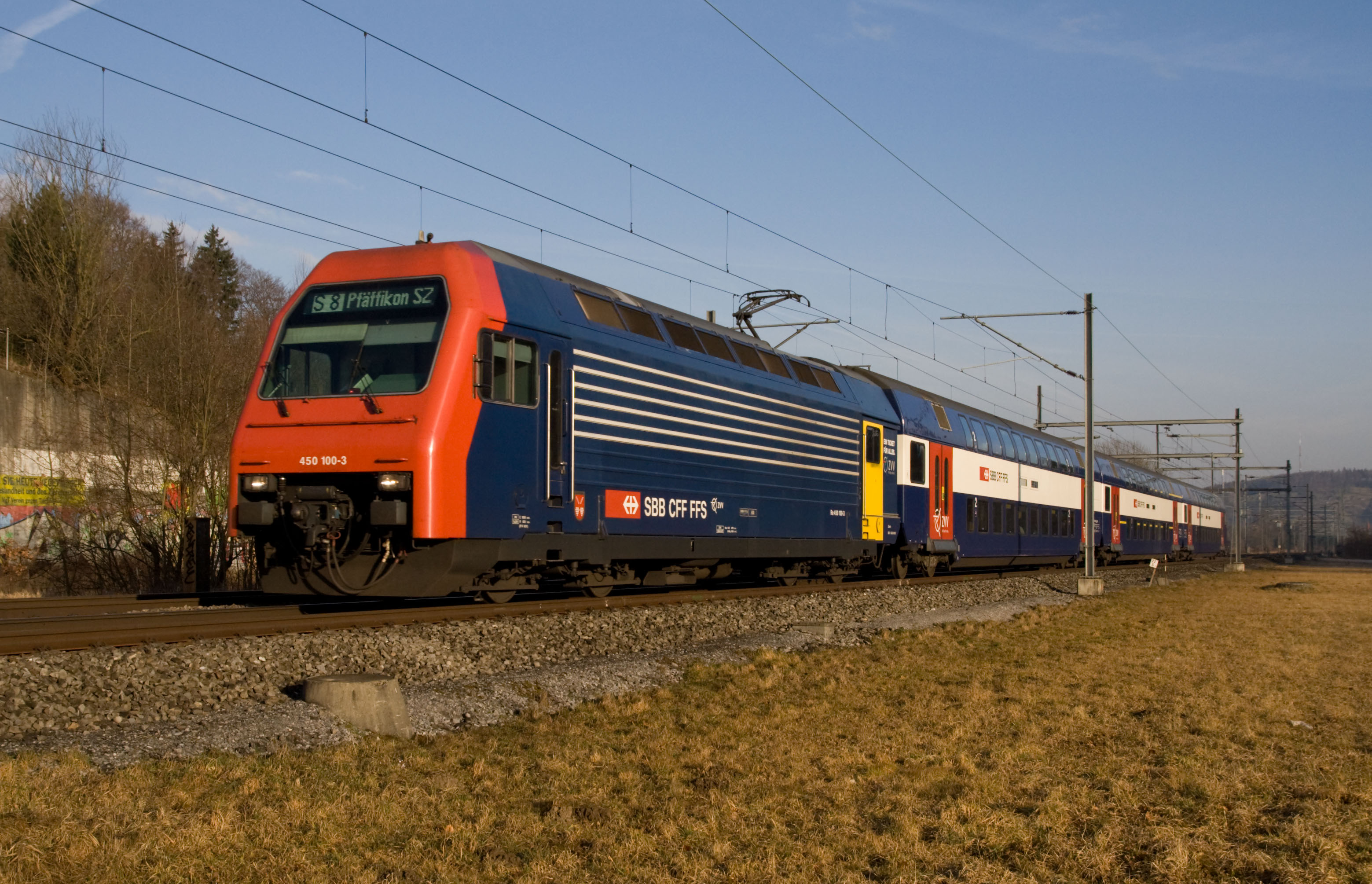
Re450 100号他のSバーンの列車、客車の乗降扉が赤の近年の塗装

スイス国鉄Re450形電気機関車(スイスこくてつRe450がたでんきかんしゃ)は、スイスのスイス連邦鉄道（SBB: Schweizerische Bundesbahnen、スイス国鉄）の都市近郊列車で使用される電気機関車である。

## 概要
スイス国鉄がチューリッヒのSバーン用2階建て列車（通称DPZ）を導入する際に、その専用機として450 000号機から114号機までの115両が製造されたもので、2階建て客車とあわせた大型断面で固定編成を前提とした片運転台、手荷物室付の車体と、VVVFインバータ制御による最大240kNの牽引力と130km/hの最高速度、曲線での軌道への横圧を抑える自己操舵台車を特徴とする機体である。また、形態は大きく異なるが、SLMおよびABBによる私鉄用標準型機関車Re4/4形シリーズの機体であり、基本構造、電機品や台車などが共通となっている。まず1987年に発注された1次車が車体、機械部分、台車をSLM、電機部分、主電動機をABBが担当して24両が製造された。
なお、これらの機体は発注時にはスイス国鉄方式の形式名であるRe4/4V形10500-10523号機となる予定であったが、現車は新しいUIC方式の形式名であるRe450形000-023号機として落成している。その後2次車として024-049号機の26両が製造され、3次車として050-094号機の45両が製造されたが、3次車についてはSLMにRe460形の製造を優先させるため車体の製造をSWPが担当している。最終の4次車はRe460形の製造が一段落した1996年に095-114号機の20両が製造されているが、車体の製造はSLMに戻り、電機部分、主電動機はABBの後身のAdtranzが担当している。
なお、その後も増備が計画されたが、生産ラインが再開できなかったため、2006年以降はシーメンス社のデジロシリーズを同様に2階建て仕様としたRABe514形電車（通称DTZ）に移行し、さらに2010年以降はシュタッドラー社のDOSTOシリーズへ移行することとなった。
各ロットの旧形式・機番と新形式・機番、SLM製番、製造年は以下の通り
- Re4/4V 10500-10523 - Re450 000-023 - 5368-5391 - 1989-90年
- 旧番なし - Re450 024-049 - 5428-5453 - 1990-92年
- 旧番なし - Re450 050-094 - 5582-5626 - 1992-95年
- 旧番なし - Re450 095-114 - 5691-5710 - 1996-97年

また、各機体の機番と機体名は以下の通りであるが、064号機が"City of Osaka"と名付けられ、大阪市の紋章をつけている。
| 機番  | 機体名               | 機番  | 機体名          | 機番  | 機体名           | 機番  | 機体名                | 機番  | 機体名              | 機番  | 機体名                   |
| 000-5 | Seebach              | 020-3 | Pfäffikon       | 040-1 | Hinwil           | 060-9 | Glattfelden           | 080-7 | Rüschlikon          | 100-3 | Rudolfingen              |
| 001-3 | Schwerzenbach        | 021-1 | Seuzach         | 041-9 | Buchs Dällikon   | 061-7 | Mönchaltdorf          | 081-5 | Weiningen           | 101-1 | Obfelden                 |
| 002-1 | Oberwinterthur       | 022-9 | Richterswil     | 042-7 | Hettlingen       | 062-5 | Gossau ZH             | 082-3 | Feuerthalen         | 102-9 | Wangen-Brüttisellen      |
| 003-9 | Zollikon             | 023-7 | Greifensee      | 043-5 | Rorbas           | 063-3 | Hombrechtikon         | 083-1 | Trüllikon           | 103-7 | Marthalen                |
| 004-7 | Stettbach            | 024-5 | Pfungen         | 044-3 | Henggart         | 064-1 | City of Osaka         | 084-9 | Neftenbach          | 104-5 | Zürich Hard              |
| 005-4 | Kilchberg            | 025-2 | Winterthur Seen | 045-0 | Feldbach         | 065-8 | Bonstetten            | 085-6 | Rickenbach ZH       | 105-2 | Herrliberg               |
| 006-2 | Rafz                 | 026-0 | Birmensdorf     | 046-8 | Zürich-Affoltern | 066-6 | Neerach               | 086-4 | Benken ZH           | 106-0 | Winterrhur Töss          |
| 007-0 | Fehraltorf           | 027-8 | Zürich Enge     | 047-6 | Seegräben        | 067-4 | Urdorf                | 087-2 | Zell ZH             | 107-8 | Maschwanden              |
| 008-8 | Riesbach             | 028-6 | ürikon          | 048-4 | Elgg ZH          | 068-2 | Waltalingen           | 088-0 | Wangen SZ           | 108-6 | Uetikon                  |
| 009-6 | Hedingen             | 029-4 | Altikon         | 049-2 | Nänikon          | 069-0 | Wiesendangen          | 089-8 | Bäretswil           | 109-4 | Kappel a./A.             |
| 010-4 | Steinmaur            | 030-2 | Rümlang         | 050-0 | Wien             | 070-8 | Winterthur Wülflingen | 090-6 | Turbenthal          | 110-2 | Hittnau                  |
| 011-2 | Oberrieden           | 031-0 | Wald            | 051-8 | Kleinandelfingen | 071-6 | Altenburg             | 091-4 | Dürnten             | 111-0 | Neuenhof                 |
| 012-0 | Schwamendingen       | 032-8 | Mettmenstetten  | 052-6 | Lottstetten      | 072-4 | Rheinau               | 092-2 | Wila                | 112-8 | Kollbrunn                |
| 013-8 | Niederglatt          | 033-6 | Thalheim        | 053-4 | Witikon          | 073-2 | Wettswil              | 093-0 | Wil ZH              | 113-6 | Humlikon (l) Adlikon (r) |
| 014-6 | Männedorf            | 034-4 | Oberweningen    | 054-2 | Oberglatt        | 074-0 | Stadel                | 094-8 | Hüntwangen          | 114-4 | Dänikon                  |
| 015-3 | Erlenbach            | 035-1 | Schöfflisdorf   | 055-9 | Küsnacht ZH      | 075-7 | Ossingen              | 095-5 | Wasterkingen        |       |                          |
| 016-1 | Altstetten           | 036-9 | Dietlikon       | 056-7 | Otelfingen       | 076-5 | Unterstammheim        | 096-3 | Winterthur Veltheim |       |                          |
| 017-9 | Bubikon              | 037-7 | Niederweningen  | 057-5 | Dielsdorf        | 077-3 | Oberstammheim         | 097-1 | Maur                |       |                          |
| 018-7 | Hirslanden Hottingen | 038-5 | Wollishofen     | 058-3 | Niederhasli      | 078-1 | Au ZH                 | 098-9 | Grüningen           |       |                          |
| 019-5 | Stäfa                | 039-3 | Embrach         | 059-1 | Knonau           | 079-9 | Jestetten             | 099-7 | Volketswil          |       |                          |

## 仕様

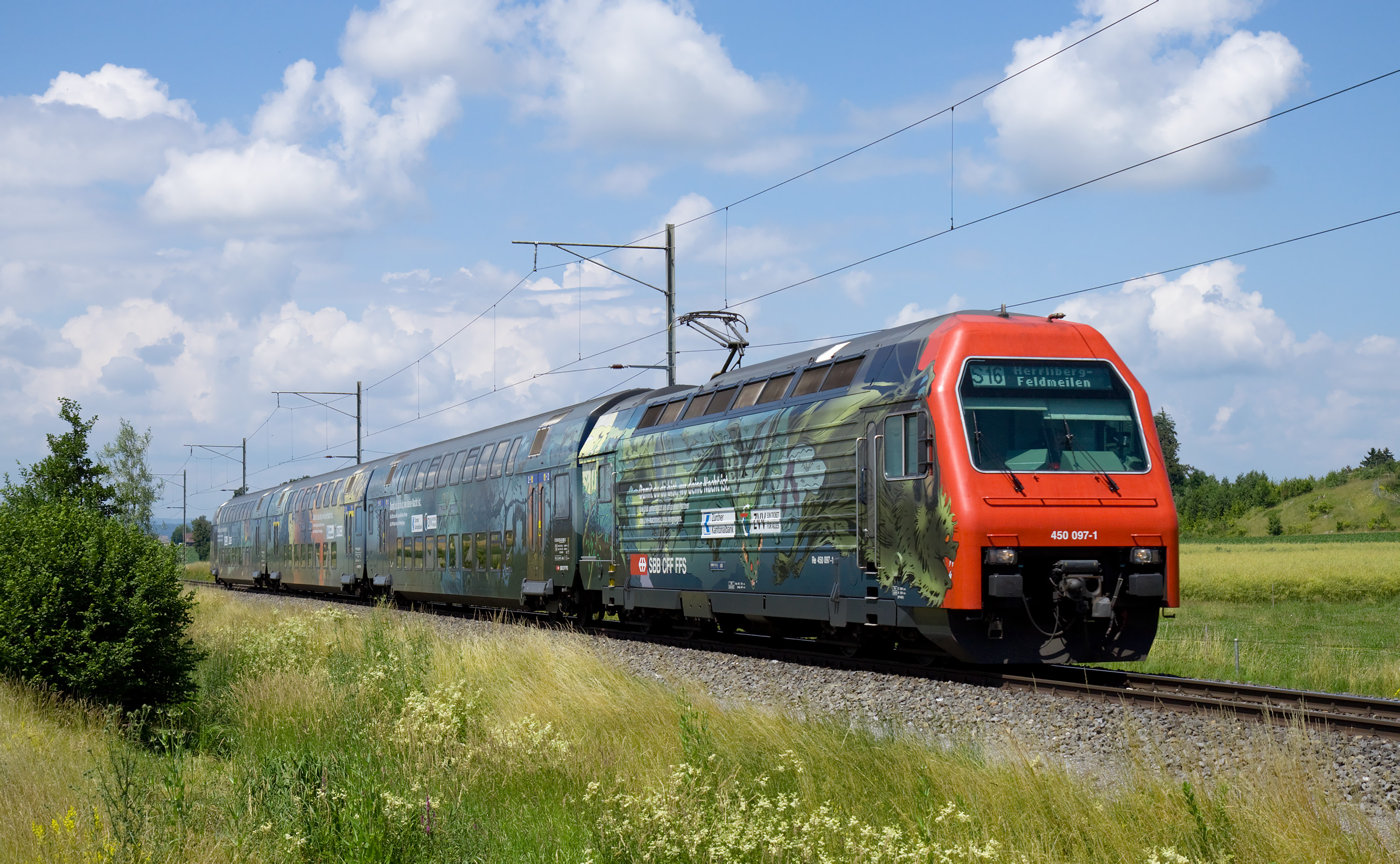
Re450 097号機他の広告塗装編成

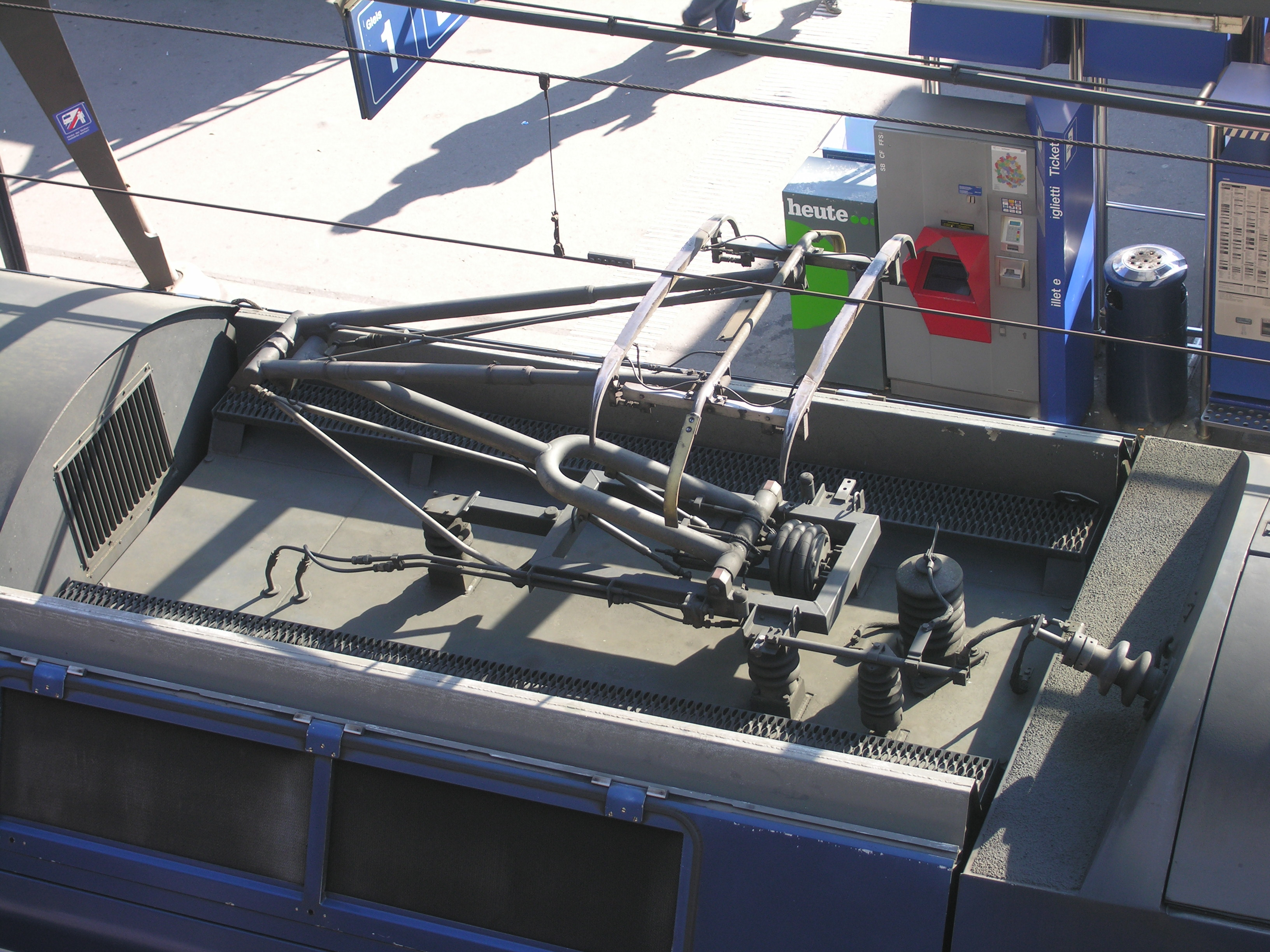
Re450形の集電装置

### 車体
- 車体は正面は斜断面で、側面は波板、屋根は2階建て客車と断面を合わせて機器冷却空気吸入口の並ぶ肩部とその上部で2段階に絞られる形状で、パンタグラフも折りたたみ時には屋根の中に収納される構造である。台枠は鋼材を箱型に組んで構成されており、台車もその中にはまり込む形で装備されるが、さらに台枠下部にはスカートが全長にわたって取付けられている。
- 正面は非貫通で上部に系統番号と行先の表示器が設置された大型の1枚ガラス窓が付き、下部左右の2箇所にこの時代のスイス鉄道車両標準の角型の前照灯・尾灯のユニットが埋め込まれている。連結器は運転台側が空気管と電気回路も同時に接続できる自動連結器[10]で、ねじ式連結器のバッファ受が左右に設置されており、反運転台側は通常のねじ式連結器で、角型の緩衝器（バッファ）が左右、フック・リングが中央にあるタイプとなっている。
- 屋根肩部には空気取入口のルーバーが並んでいるが、この部分を含め屋根はほぼ全長にわたり取外しが可能な構造で、機器の交換等ができるようになっている。また、機器室は中央通路式で、ほぼ点対象に2台の台車毎の電気機器が設置されている。
- 運転室は固定編成での運転を前提としているため片側のみの設置であり、運転室横の窓は引違式で、その前部には電動式のバックミラーが埋込式に設置されている。また、運転室のない客車側の車端部は長さ約3mの荷物室となっており、片引式の扉が設置されている。
- 塗装
  - 車体塗装は青をベースに車体裾部が黒に近いダークグレーで正面は赤、側面にはコルゲーションにあわせて6本の白線が入り、荷物室扉が黄色、荷物室扉より車端側の中央部分が客車とあわせる形で白色となっている。
  - 車体下部乗務員室扉横に機体名のエンブレムが設置され、同じく車体下部の左寄りにスイス国鉄のマークとロゴが入っている。
  - 広告機として一部の機体に広告塗装がなされている。

### 走行機器
- 制御方式は主変換装置にGTOサイリスタを使用したコンバータ・インバータ[11]式である。1台の主変換装置で台車ごとの2台の主電動機を制御する方式で、装置も台車毎に一体化された2台のユニットとして車体内に設置され、変圧器本体は床下に搭載される。いずれも冷却方式は油冷式で冷却用のオイルポンプとオイルクーラーを装備しており、冷却風は屋根上中央部の吸気口から吸入する。
- 主変圧器はアルミ筐体で出力は3024kVA、主変換装置用の出力は421kVA、780V/540A×6のほか、列車電源用の1000V、補助電源装置用、低圧電源用220Vの出力を持っている。また、主変換装置はGTOサイリスタを使用したものでコンバータ部、インバータ部はともに3台ずつ使用し、これを2組搭載している。
- ブレーキ装置は主変換装置による定格ブレーキ力140kNの回生ブレーキと空気ブレーキを装備し、基礎ブレーキ装置としては、ユニットブレーキ方式の基礎ブレーキを片押し式に装備している。
- 主電動機は連続定格出力750kW、定格出力800kWのABB製かご形三相誘導電動機 を4台搭載し、定格牽引力240kNの性能を発揮する。冷却はファンによる強制通風式で、冷却風は屋根肩部の吸気口から吸入する。
- 台車は軸距2700mm、車輪径1100mmのボルスタレス式操舵台車で、車軸が曲線に合わせて変位することで軌道への横圧を減らす方式としている。また、軸箱支持方式は円筒案内式、マクラばねは車体直結のコイルばねで、牽引力伝達は台車の枕梁からその下のボルスタを経由して引張棒で車体に伝達される方式である。
- 主電動機は吊掛式で車軸と一体に装荷され、主電動機本体側はリンク機構で、ノーズ側はスライドベアリングで台車枠と連結される、車軸が軸中心をセンターにして変位するBBC[12]のスライドベアリング式駆動装置となっている。なお、本機はスイス国鉄の本線用制式電気機関車としては史上初[13]の吊掛駆動式の機関車である。
- 車両制御システムとして、レーティッシュ鉄道のABe4/4 51-55形と同じABB製のMICAS-Sを搭載して車両内の各機器を統合している。
- そのほか、パンタグラフはシングルアーム式のTyp WBL 85-SBBを1台搭載するほか、補助電源装置インバータ・コンバータ式で、主電動機送風機とオイルクーラー、オイルポンプ、電動空気圧縮機などの駆動と蓄電池充電用となっている。

### 主要諸元
- 軌間：1435mm
- 電気方式：AC15kV 16.7Hz 架空線式
- 最大寸法：全長18400mm、全幅2980mm、全高4500mm
- 軸距：2700mm
- 台車中心間距離：10350mm
- 自重：74t
- 荷重：4t
- 走行装置
  - 主制御装置：GTOサイリスタ使用のVVVFインバータ制御
  - 主電動機：かご形三相誘導電動機×4台（連続定格出力：750kW、1時間定格出力：800kW）
- 牽引力
  - 牽引力：240kN
  - 電気ブレーキ力：140kN
  - 牽引トン数：200t（40パーミル、80km/h）
- 最高速度：130km/h
- ブレーキ装置：回生ブレーキ、空気ブレーキ

## 制御客車・中間車

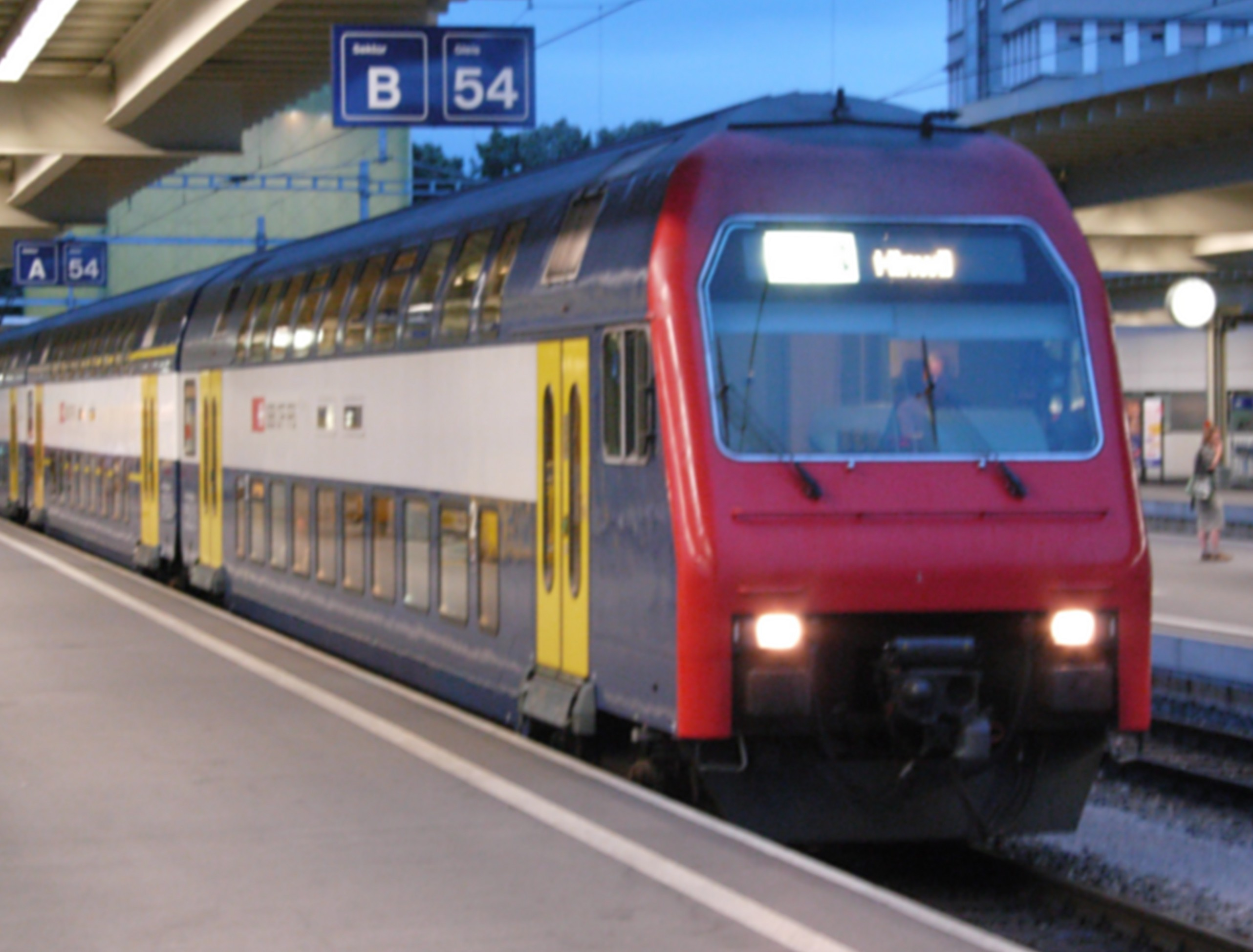
Re450形と同デザインの2階建2等制御客車

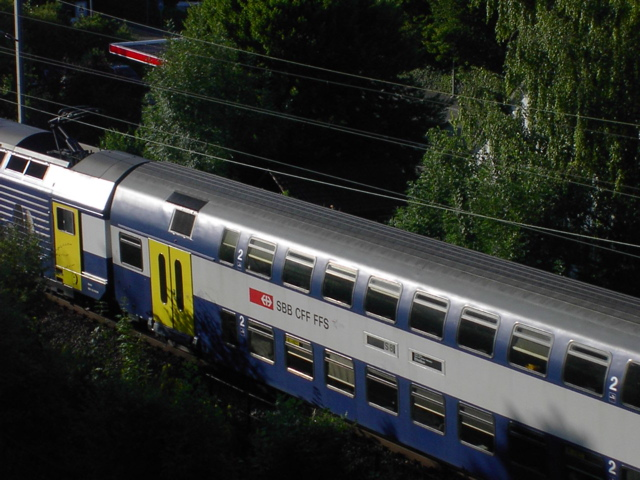
Re450形と編成を組む2階建2等客車

- 本機の製造にあわせて同形態の制御客車、中間車が製造されて固定編成を組んでおり、これらはチューリッヒ近郊での混雑に対応するため全て2階建てであり、通常は機関車とB（2等車）、AB（1/2等合造車）、Bt（2等制御客車）の4両で編成を組んでいる。各形式の車番、製造両数、製造年は以下の通り
  - B 26-33 000-114 - 115両 - 1989-97年
  - AB 36-33 000-114 - 115両 - 1989-97年
  - Bt 26-33 900-999、Bt 26-34 900-914 - 115両 - 1989-97年
- 客車は車体はSWP、台車はSIG[14]、運転用の電気機器はABBが製造を担当しており、車体長は26800mm、制御客車の後位側前頭部はRe450形と同形態で運転室長2600mmとなっている。乗降口は車体前後の台車上部に有効幅1900mm（制御客車の運転台後部のみ1400mm）の広幅のプラグドアが設置され、低いホームに対応するため設置されたレール面上高690mmの折畳式のステップから高さ230mmのステップ2段を経由して床面高1150mmの平屋客室のデッキに上り、デッキから階段で2階客室および1階客室につながっている。デッキからの1階/2階客室への階段はいずれもレール方向のストレートのもので、デッキから見て右側の1階客室への階段が幅1030mm、左側の2階客室へのものが幅1150mmとなっている。また、平屋客室の車端部は高さ1060mmの連結器とバッファを避けるためにスロープにより1275mmまで嵩上げされている。
- 1等、2等室ともに客室は2+2列の4列の固定式クロスシートで、2等室のものは、樹脂製ヘッドレストと肘掛付ものでシートピッチは1650mm、1等室のものは布貼のヘッドレストと肘掛付のものでシートピッチは2000mmとなっている。客室配置はB 26-33 000-114号車とBt 26-33 900-999、Bt 26-34 900-914号車は2階客室の後位側約1/3が2等喫煙室でその他は2等禁煙室、1/2等合造車のAB 36-33 000-114号車は1階客室が1等禁煙室、2階客室の後位側約1/2が喫煙1等室、2階客室の前位側約1/2と平屋客室が2等禁煙室で、喫煙室と禁煙室の仕切り壁は開戸も含め全面ガラスのものとなっている。また、中間客車の平屋客室の前位側車端部には片側1ボックスの座席と折畳座席付手荷物スペースが、後位側車端部には機器室および便所が設置されており、制御客車の前位側車端部には機器室と折畳座席付手荷物スペースが設置されている。
- 編成での座席定員は1等室81人、2等室306人の計387人である。
- 連結器はBt 26-33 900-999、Bt 26-34 900-914号車の運転台側がRe450形と同じ自動連結器、その他がねじ式連結器で、角型のバッファが左右、フック・リングが中央にあるタイプとなっている。
- 台車はSIG製で、軸距2500mm、車輪径920mmで枕ばねを空気ばね、軸ばねをコイルばねとした軽量台車で、軸箱支持方式はオイルダンパ付の軸梁式、基礎ブレーキ装置はディスクブレーキを装備するほか、中間客車は後位側、制御客車は前位側の台車中央のレール上部に渦電流式レールブレーキを装備する。
- 塗装はRe450形と同じく青色がベースで、正面が赤色、1、2階の窓間が白であり、扉は当初は黄色、後に赤色となっている。
- 室内は出入り口部および客室の妻面が濃いクリーム色、客室の壁面および天井がライトグレーとなっており、座席のモケットは2等室のものが明るい青色、1等室のものが青色となっている。
- 主要諸元は以下の通り
  - 軌間：1435mm
  - 最大寸法：全長26800mm、車体幅2780mm、屋根高4600mm
  - 軸距：2500mm
  - 車輪径：920mm
  - 台車中心間距離：20000mm
  - 自重：48t（B 26-33 000-114号車）、49t（AB 36-33 000-114号車、Bt 26-33 900-999、Bt 26-34 900-914号車）
  - 座席定員：
    - B 26-33 000-114号車：2等136名
    - AB 36-33 000-114号車：1等81名、2等38名
    - Bt 26-33 900-999、Bt 26-34 900-914号車：2等132名

  - 最高速度：130km/h
  - ブレーキ装置：空気ブレーキ、渦電流レールブレーキ

## 運行
- 1990年から開始されたチューリッヒ中央駅を拠点に放射状に運転されているSバーンに使用されている。
- SバーンはS2-S18、S21、S24、S26、S29、S30、S33、S35、S40、S41、S55系統および深夜便のSN1、SN3、SN4、SN5、SN-SN9系統などであり、スイス国鉄のほか、ジールタル・チューリッヒ・ユトリベルク鉄道[15]、スイス南東鉄道[16]、BDWM交通[17]、フォルヒ鉄道[18]により運行されており、本機はスイス国鉄の担当区間でRABe514形やRABDe510形、RBe540形とともに運用されている。詳細はチューリッヒのSバーンおよびドイツ語のチューリッヒSバーンの項の項を参照。
- 単独の4両編成で使用されているほか、3編成を併結した12両編成でも使用されている。
- 当初はRe450形の製造が間に合わず、Re420形やRBe540形が牽引する列車も見られた。また、Re450形が一般の列車を牽引したこともある。

## 譲渡

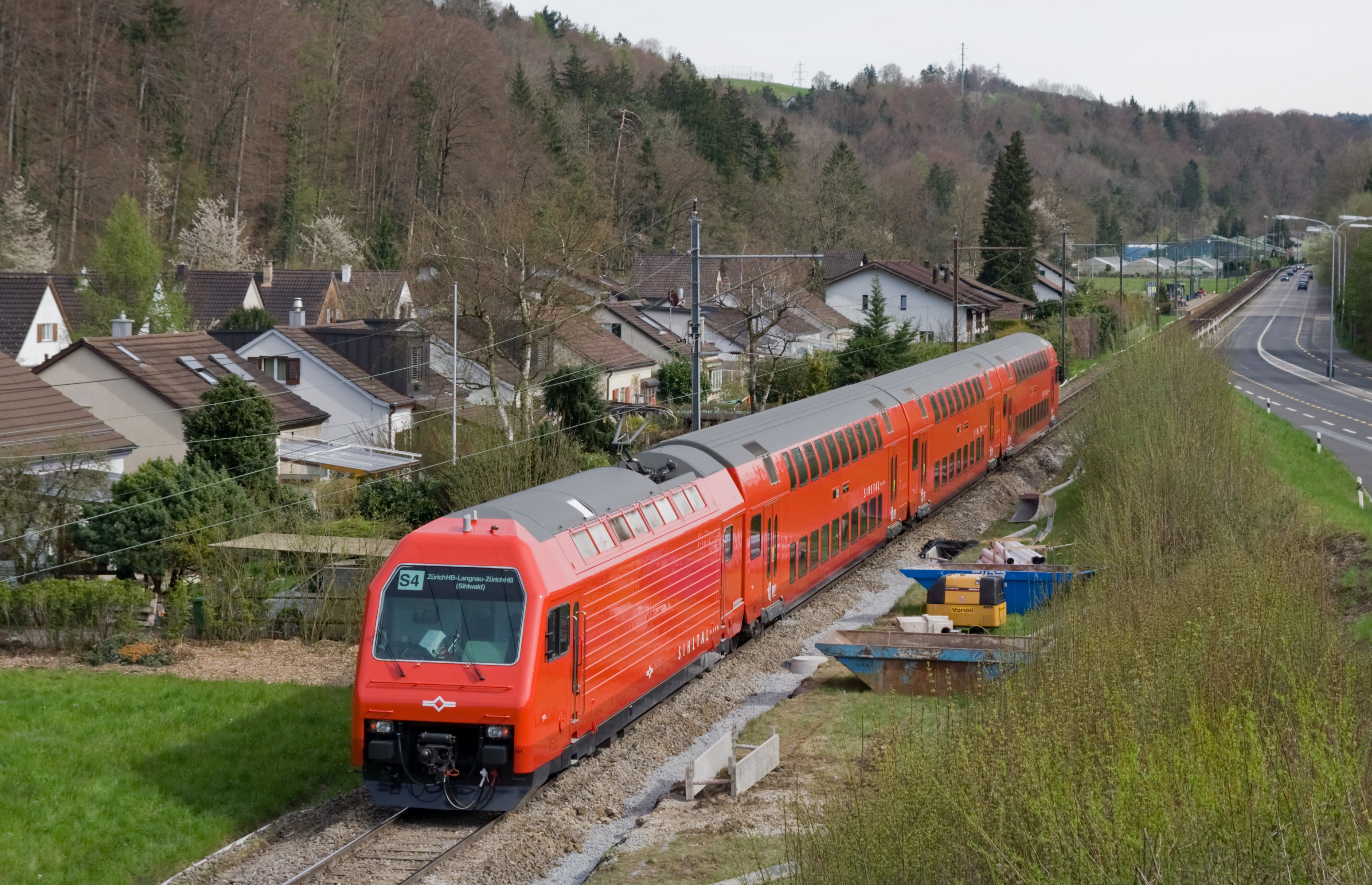
Re456形、Re450形のうち2編成がSZUに譲渡された

- Re450形のうち067号機と070号機他の2編成がジールタル・チューリッヒ・ユトリベルク鉄道に譲渡され、同鉄道でも同様にチューリッヒのSバーンとして使用されている。
- 譲渡後は形式名がRe456形となり、機番も551、552号機に変更され、オレンジ色をベースに車体裾部を濃いオレンジ色としたジールタル・チューリッヒ・ユトリベルク鉄道塗装となっている。
- 譲渡前後の機番（機関車）、車番（2等車、1/2等車、2等制御客車）と譲渡年月日は以下の通り
  - Re450 067-4 - B 50 85 26-33 061-0 - AB 50 85 36-33 067-5 - Bt 50 85 26-33 964-5 
- Re456 551-1 - B 50 45 26-33 311-8 - AB 50 45 26-33 241-7 - Bt 50 45 26-33 951-1 - 2008年4月4日
  - Re450 070-8 - B 50 85 26-33 064-4 - AB 50 85 36-33 069-1 - Bt 50 85 26-33 966-0 
- Re456 552-9 - B 50 45 26-33 232-6 - AB 50 45 26-33 242-5 - Bt 50 45 26-33 952-9 - 2008年10月1日

## 同形機

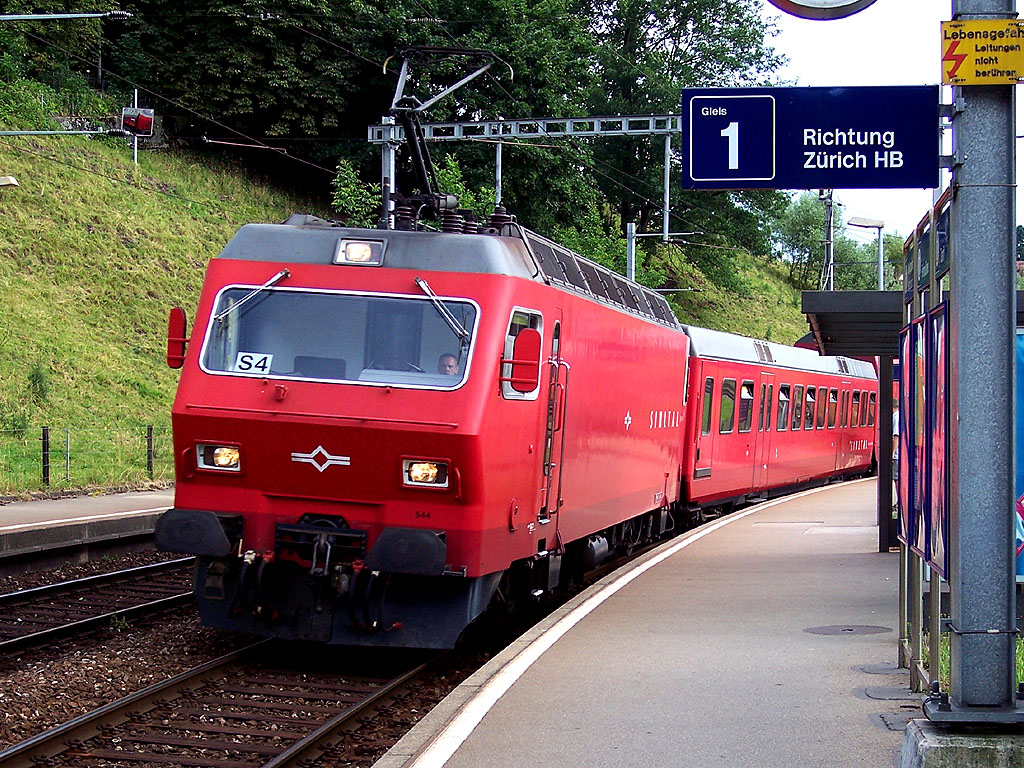
SZUのRe456形

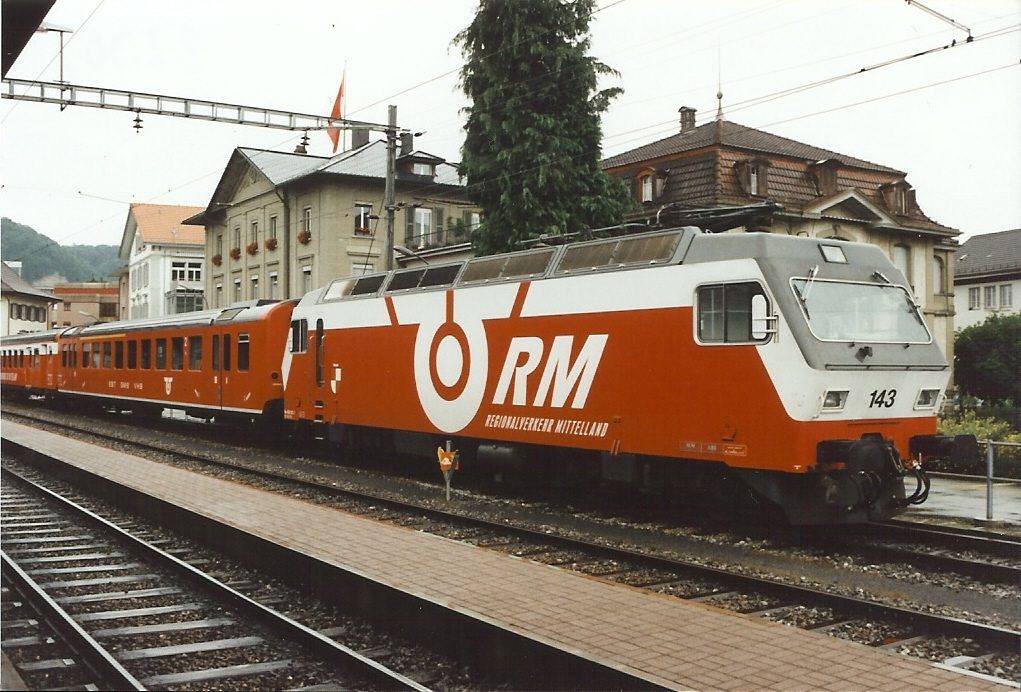
Re456形、VHBが導入し、RM塗装となった機体

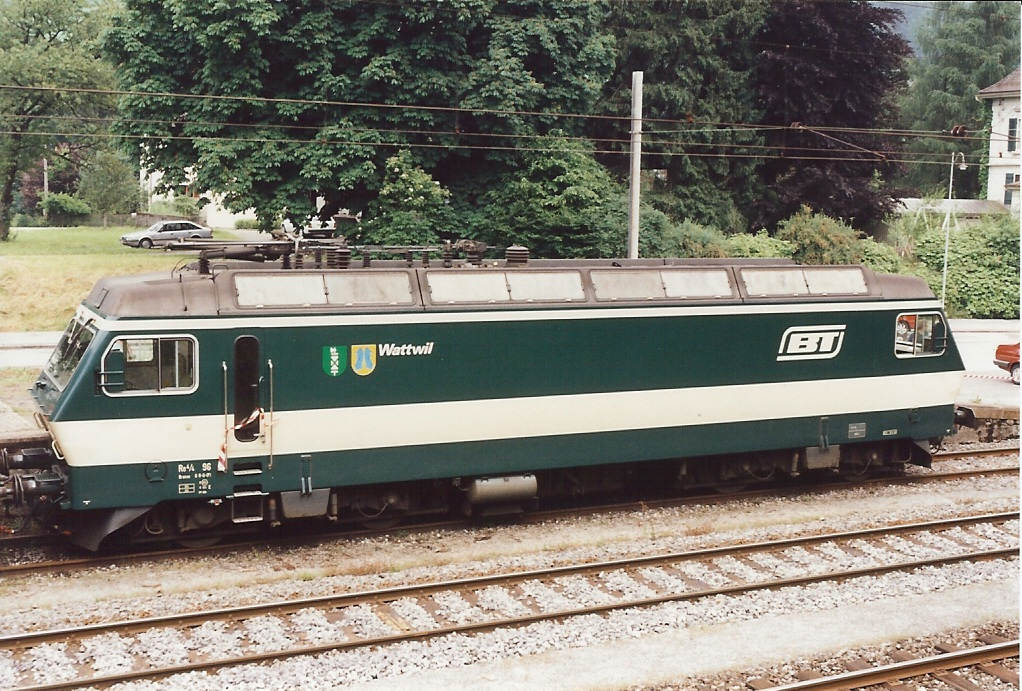
Re456形、BTの機体

Re450形と同じSLMおよびABBによる私鉄用標準型機関車Re4/4形シリーズの機体はスイス国内の各私鉄で14両が製造され使用されている。
- これらの機体は1980年代にBAV[19]により3000kW級の私鉄用機関車として企画されたものであり、Re450形とは電機品、台車、車体の基本構造が同一である。
- 1987年にはボーデンゼー-トゲンブルク鉄道[20]ではRe4/4形91-96号機として6両が導入され、2001年に同鉄道がスイス南東鉄道と合併したため、Re456形091-096号機となっている。
- 同じ1987年にはジールタル・チューリッヒ・ユトリベルク鉄道でRe4/4形546、547号機として2両が、その後1993年に543-545号機の3両の計5両が製造され、主にSバーン用として使用されており、現在ではRe456形543-547号機となっている。
- 1993年にはフットヴィル連合鉄道[21]がRe4/4形141、142号機として貨物列車用に2両を導入し、その後会社の再編により、エメンタル-ブルクドルフ-トゥーン鉄道[22]やミッテルラント地域交通[23]を経て現在ではBLS AGのRe456形141、142号機となっているが、2両ともスイス南東鉄道へリースされている。